# Гербер, Хайко
Хайко Гербер (нем. Heiko Gerber; 11 июля 1972, Штольберг) — немецкий футболист, защитник.

## Карьера
Хайко Гербер родился в 1972 году в Штольберге. Свою профессиональную карьеру он начал в «Кемницере», в котором он играл до 1996 года. После этого он сыграл два сезона в «Арминии» и ещё один в «Нюрнберге».
В 1999 году Хайко переходит в «Штутгарт», в составе которого он играет до 2007 года и один раз выигрывает в Бундеслиге.
После этого он подписывает контракт с другим немецким клубом «Ингольштадт 04», а в 2010 заканчивает карьеру игрока в «Ульм 1846».

## Сборная
Гербер в 1999 году вызывался в состав сборной Германии на Кубок конфедераций, который проходил в Мексике.

## Достижения
«Штутгарт»
- Бундеслига: 2006/07